# غراهام بف
غراهام بف (بالإنجليزية: Graham Pugh)‏ (12 فبراير 1948 في المملكة المتحدة - ) هو لاعب كرة قدم بريطاني في مركز الوسط. لعب مع سكونثورب يونايتد وشيفيلد وينزداي ونادي بارنسلي وهدرسفيلد تاون ونادي تشستر سيتي وماتلوك تاون ‏.

## وصلات خارجية
- غراهام بف على موقع قاعدة بيانات كرة القدم.إي يو (الإنجليزية)